# William Duncan
William Duncan (16 de diciembre de 1879-8 de febrero de 1961) fue un actor, director y guionista cinematográfico de origen escocés, activo en la época del cine mudo y en el campo del cine serial. Fue una estrella de la joven industria del cine, trabajando con los principales estudios de la época, entre ellos Selig Polyscope Company y Vitagraph Studios, actuando en más de ciento cincuenta producciones a lo largo de una carrera que abarcó desde 1911 a 1940.

## Biografía
Nacido en Dundee, Escocia, fue a vivir y trabajar a los Estados Unidos. Duncan actuó a menudo en el género
western, retirándose temporalmente de la pantalla en 1924. Tras su vuelta al cine en los años 1930, hizo el papel de Buck Peters en la popular serie cinematográfica dedicada a Hopalong Cassidy.
Duncan fue también un prolífico director, dirigiendo más de ochenta películas desde 1911 a 1924. Entre 1912 y 1914 escribió el guion de una cuarentena de producciones.
Siendo director con la compañía Selig, una de sus actrices preferidas fue Myrtle Stedman, una excantante lírica que se había pasado al cine y que era la esposa del director Marshall Stedman.
Cuando Duncan pasó a Vitagraph, sus ganancias fueron de un millón de dólares anuales, lo que le hacía el artista mejor pagado de Hollywood, por encima de Mary Pickford y Douglas Fairbanks.
William Duncan falleció en Hollywood, California, en 1961, a los 81 años de edad. Fue enterrado en el Cementerio Inglewood Park de Inglewood. En el año 1969 fue enterrada junto a él la que había sido su esposa, la actriz Edith Johnson.

## Filmografía

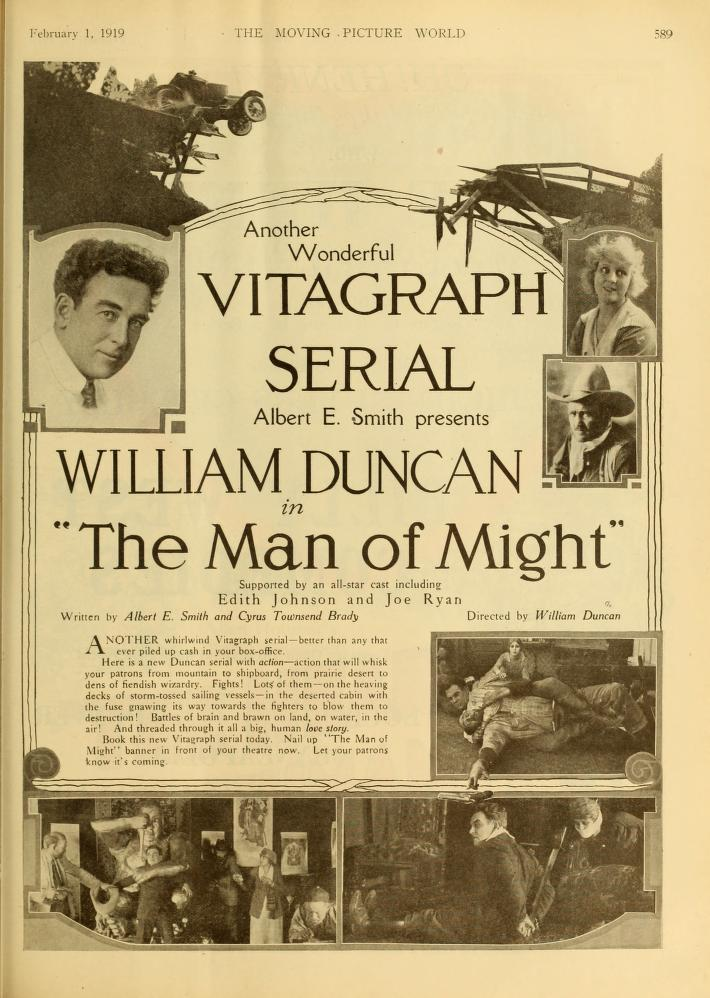
The Man of Might (1919)

La filmografía como actor y director es completa.

### Actor
- Love and Law, de Marshall Stedman (1909)
- The New Editor, de Joseph A. Golden (1911)
- Two Lives, de Joseph A. Golden (1911)
- The Warrant, de Joseph A. Golden (1911)
- A Tennessee Love Story, de Joseph A. Golden (1911)
- Wheels of Justice (1911)
- Told in Colorado, de Joseph A. Golden (1911)
- Why the Sheriff Is a Bachelor, de Joseph A. Golden y Tom Mix (1911)
- Western Hearts, de Joseph A. Golden (1911)
- The Telltale Knife, de William Duncan (1911)
- A Romance of the Rio Grande, de Colin Campbell y Otis Thayer (1911)
- The Bully of Bingo Gulch, de Otis Thayer (1911)
- Two Men and a Girl, de Otis Thayer (1912)
- A Modern Ananias, de Otis Thayer (1912)
- A Cowboy's Best Girl, de Otis Thayer (1912)
- The Scapegoat, de Otis Thayer (1912)
- The Girl He Left Behind, de Otis Thayer (1912)
- The Horseshoe, de Otis Thayer (1912)
- In Little Italy, de William V. Mong (1912)
- The Brotherhood of Man, de Frank Beal (1912)
- Hypnotized, de Otis Thayer (1912)
- His Chance to Make Good, de Otis Thayer (1912)
- Driftwood, de Otis Thayer (1912)
- The Other Woman, de George L. Cox (1912)
- The Law of the North, de Frank Beal y George L. Cox (1912)
- Exposed by Dictograph, de Richard Garrick (1912)
- The Vagabonds, de Otis Thayer (1912)
- A Citizen in the Making, de Otis Thayer (1912)
- When the Heart Rules, de Richard Garrick (1912)
- The Polo Substitute, de Colin Campbell (1912)
- The Double Cross, de Otis Thayer (1912)
- A Wartime Romance, de Richard Garrick (1912)
- The Peculiar Nature of the White Man's Burden, de Otis Thayer (1912)
- An Unexpected Fortune, de Otis Thayer (1912)
- The Boob, de Otis Thayer (1912)
- The Wayfarer, de Otis Thayer (1912)
- A Cowboy's Mother, de Otis Thayer (1912)
- The Whiskey Runners, de Otis Thayer (1912)
- An Equine Hero (1912)
- Circumstantial Evidence, de Otis Thayer (1912)
- The Fighting Instinct, de William Duncan (1912)
- The Brand Blotter, de Marshall Stedman (1912)
- The Cattle Rustlers, de Marshall Stedman (1912)
- Why Jim Reformed, de William Duncan (1912)
- A Motorcycle Adventure, de Marshall Stedman (1912)
- Monte Cristo, de Colin Campbell (1912)
- The Opium Smugglers, de William Duncan (1912)
- So-Jun-Wah and the Tribal Law, de Marshall Stedman (1912)
- Jim's Vindication, de William Duncan (1912)
- The Dynamiters, de William Duncan (1912)
- Between Love and the Law, de Marshall Stedman (1912)
- The Ranger and His Horse, de William Duncan (1912)
- Buck's Romance, de William Duncan (1912)
- A Rough Ride with Nitroglycerine, de William Duncan (1912)
- The Gunfighter's Son, de William Duncan
- Bud's Heiress, de William Duncan (1913)
- A Matrimonial Deluge, de William Duncan (1913)
- The Suffragette, de Marshall Stedman (1913)
- A Canine Matchmaker; or, Leave It to a Dog, de William Duncan (1913)
- How It Happened, de William Duncan (1913)
- Bill's Birthday Present, de William Duncan (1913)
- The Range Law, de William Duncan (1913)
- The Bank's Messenger, de William Duncan (1913)
- The Deputy's Sweetheart, de William Duncan (1913)
- The Sheriff of Yavapai County, de William Duncan (1913)
- The Life Timer, de William Duncan (1913)
- The Shotgun Man and the Stage Driver, de William Duncan (1913)
- His Father's Deputy, de William Duncan (1913)
- An Embarrassed Bridegroom, de William Duncan (1913)
- The Jealousy of Miguel and Isabella, de William Duncan (1913)
- The Only Chance, de William Duncan (1913)
- The Marshal's Capture, de William Duncan (1913)
- Sallie's Sure Shot, de William Duncan (1913)
- Made a Coward, de William Duncan (1913)
- The Señorita's Repentance, de William Duncan (1913)
- The Taming of Texas Pete, de William Duncan (1913)
- The Stolen Moccasins, de William Duncan (1913)
- The Galloping Romeo, de William Duncan (1913)
- An Apache's Gratitude,  de William Duncan (1913)
- The Good Indian, de William Duncan (1913)
- Howlin' Jones, de William Duncan (1913)
- The Capture of Bad Brown, de William Duncan (1913)
- The Cattle Thief's Escape, de William Duncan (1913)
- Saved from the Vigilantes, de William Duncan (1913)
- The Silver Grindstone, de William Duncan (1913)
- The Schoolmarm's Shooting Match, de William Duncan (1913)
- The Rustler's Reformation, de William Duncan (1913)
- Physical Culture on the Quarter Circle V Bar, de William Duncan (1913)
- Buster's Little Game, de William Duncan (1913)
- Mother Love vs Gold, de William Duncan (1913)
- Good Resolutions, de William Duncan (1914)
- By Unseen Hand, de William Duncan (1914)
- A Friend in Need, de William Duncan (1914)
- The Little Sister, de William Duncan (1914)
- A Mix-Up on the Plains, de William Duncan (1914)
- A Romance of the Forest Reserve, de William Duncan (1914)
- Risen from the Ashes (1914)
- Marrying Gretchen, de William Duncan (1914)
- Marian, the Holy Terror, de William Duncan (1914)
- The Dawn of the New Day (1914)
- The Servant Question Out West, de William Duncan (1914)
- Detective and Matchmaker, de Ulysses Davis (1914)
- The Horse Thief, de Ulysses Davis (1914)
- An Innocent Delilah, de Ulysses Davis (1914)
- Ward's Claim, de Ulysses Davis (1914)
- When the Gods Forgive, de Ulysses Davis (1914)
- Mareea, the Foster Mother, de Ulysses Davis (1914)
- Anne of the Mines, de Ulysses Davis (1914)
- Kidding the Boss, de Ulysses Davis (1914)
- The Choice, de Ulysses Davis (1914)
- Ann, the Blacksmith, de Ulysses Davis (1914)
- Sisters, de Ulysses Davis (1914)
- The Level, de Ulysses Davis (1914)
- Everything Against Him, de Ulysses Davis (1914)
- Pure Gold, de Ulysses Davis (1914)
- The Navajo Ring, de Ulysses Davis (1915)
- The Game of Life, de Ulysses Davis (1915)
- The Chalice of Courage, de Rollin S. Sturgeon (1915)
- A Child of the North, de Rollin S. Sturgeon (1915)
- He's a Bear, de Arthur Hotaling (1915)
- The Man from the Desert, de Ulysses Davis (1915)
- The Red Stephano, de Ulysses Davis (1915)
- The Repentance of Dr. Blinn, de David Smith (1915)
- The Quarrel, de Ulysses Davis (1915)
- His Golden Grain, de Ulysses Davis (1915)
- The Ebony Casket (1915)
- Love and Law, de Rollin S. Sturgeon (1915)
- A Scandal in Hickville, de Ulysses Davis (1915)
- Cal Marvin's Wife, de Ulysses Davis (1915)
- The Wanderers, de William Wolbert (1916)
- Bill Peter's Kid, de Rollin S. Sturgeon (1916)
- A Cripple Creek Cinderella, de Ulysses Davis (1916)
- God's Country and the Woman, de Rollin S. Sturgeon (1916)
- The Cost of High Living, de William Wolbert (1916)
- Through the Wall, de Rollin S. Sturgeon (1916)
- The Last Man, de William Wolbert (1916)
- The Mystery of Lake Lethe, de Rollin S. Sturgeon (1917)
- Money Magic, de William Wolbert (1917)
- Aladdin from Broadway, de William Wolbert (1917)
- The Fighting Trail, de William Duncan (1917)
- Dead Shot Baker, de William Duncan (1917)
- The Tenderfoot, de William Duncan (1917)
- Vengeance - and the Woman, de William Duncan y Laurence Trimble (1917)
- A Fight for Millions, de William Duncan (1918)
- The Decision (1918)
- Man of Might, de William Duncan y Clifford Smith (1919)
- Smashing Barriers, de William Duncan (1919)
- The Silent Avenger, de William Duncan (1920)
- Fighting Fate, de William Duncan (1921)
- Where Men Are Men, de William Duncan (1921)
- Steelheart, de William Duncan (1921)
- No Defense, de William Duncan (1921)
- The Silent Vow, de William Duncan (1922)
- When Danger Smiles, de William Duncan (1922)
- The Fighting Guide, de William Duncan y Don Clark (1922)
- Playing It Wild, de William Duncan (1923)
- Smashing Barriers, de William Duncan (1923)
- The Steel Trail, de William Duncan (1923)
- The Fast Express, de William Duncan (1924)
- Wolves of the North, de William Duncan (1924)
- Nevada, de Charles Barton (1935)
- Three on the Trail, de Howard Bretherton (1936)
- Forlorn River, de Charles Barton (1937)
- Hopalong Rides Again, de Lesley Selander (1937)
- Thunder Trail, de Charles Barton (1937)
- Bar 20 Justice, de Lesley Selander (1938)
- The Frontiersmen, de Lesley Selander (1938)
- Law of the Pampas, de Nate Watt (1939)
- The Farmer's Daughter, de James P. Hogan (1940)
- Queen of the Mob, de James P. Hogan (1940)
- The Texas Rangers Ride Again, de James P. Hogan (1940)

### Director
| - The Telltale Knife (1911) - The Fighting Instinct (1912) - Why Jim Reformed (1912) - The Opium Smugglers (1912) - The Dynamiters (1912) - The Ranger and His Horse (1912) - Buck's Romance (1912) - A Rough Ride with Nitroglycerine (1912) - The Gunfighter's Son (1913) - The Cowboy Editor (1913) - Bud's Heiress (1913) - A Matrimonial Deluge (1913) - The Suffragette (1913) - A Canine Matchmaker; or, Leave It to a Dog' (1913) - How It Happened (1913) - Bill's Birthday Present (1913) - The Range Law (1913) - The Bank's Messenger (1913) - The Deputy's Sweetheart (1913) - Juggling with Fate (1913) - The Sheriff of Yavapai County (1913) - The Life Timer (1913) - The Shotgun Man and the Stage Driver (1913) - That Mail Order Suit (1913) - Religion and Gun Practice (1913) - The Law and the Outlaw (1913) - An Embarrassed Bridegroom (1913) - The Jealousy of Miguel and Isabella (1913) - Taming a Tenderfoot (1913) - The Marshal's Capture (1913) - Sallie's Sure Shot (1913) - Made a Coward (1913) - The Señorita's Repentance (1913) - The Taming of Texas Pete (1913) - The Stolen Moccasins (1913) - The Galloping Romeo (1913) - An Apache's Gratitude (1913) - The Good Indian (1913) - How Betty Made Good (1913) - Howlin' Jones (1913) - The Rejected Lover's Luck (1913) - The Capture of Bad Brown (1913) | - The Cattle Thief's Escape (1913) - Saved from the Vigilantes (1913) - The Silver Grindstone (1913) - Dishwash Dick's Counterfeit (1913) - Two Sacks of Potatoes (1913) - The Schoolmarm's Shooting Match (1913) - The Child of the Prairies (1913) - The Escape of Jim Dolan (1913) - Cupid in the Cow Camp (1913) - The Rustler's Reformation (1913) - Physical Culture on the Quarter Circle V Bar (1913) - Buster's Little Game (1913) - Mother Love vs Gold (1913) - Good Resolutions (1914) - By Unseen Hand (1914) - A Friend in Need (1914) - The Little Sister (1914) - A Mix-Up on the Plains (1914) - A Romance of the Forest Reserve (1914) - Marrying Gretchen (1914) - Marian, the Holy Terror (1914) - The Servant Question Out West (1914) - The Fighting Trail (1917) - Dead Shot Baker (1917) - The Tenderfoot (1917) - Vengeance - and the Woman (1917) - A Fight for Millions (1918) - Man of Might (1919) - Smashing Barriers (1919) - The Silent Avenger (1920) - Fighting Fate (1921) - Where Men Are Men (1921) - Steelheart (1921) - No Defense (1921) - The Silent Vow (1922) - When Danger Smiles (1922) - The Fighting Guide (1922) - Playing It Wild (1923) - Smashing Barriers (1923) - The Steel Trail (1923) - The Fast Express (1924) - Wolves of the North (1924) |

### Guionista (selección)
| - Mother Love vs Gold, de William Duncan (1913) - The Escape of Jim Dolan, de William Duncan (1913) | - The Rustler's Reformation, de William Duncan (1913) |